# Angeli e demoni (manga)
Angeli e demoni (名も無き鳥の飛ぶ夜明け?, Na mo naki tori no tobu yoake, lett. "L'alba di un uccello senza nome") è un manga yaoi scritto e disegnato da Hirotaka Kisaragi, pubblicato in tre volumi tra il 5 aprile 2002 e il 25 marzo 2004.
In Italia la serie è stata pubblicata da Kappa Edizioni sotto l'etichetta Ronin Manga nella collana Yaoi dal 30 maggio al 31 luglio 2010.

## Trama
Karasu fa parte delle schiere angeliche, nella classe delle "Potenze", mentre Shirasagi è un demone "marchese". Un giorno a Karasu viene assegnato il compito di convincere Shirasagi a tornare all'inferno da dove è venuto.
Shirasagi, tuttavia, non è un demone come tutti gli altri, e si comporta anzi in modo alquanto strano e originale rispetto alla sua categoria: pur appartenendo alla classe sacerdotale dei demoni rinnega l'utilizzo dei suoi poteri magici demoniaci, non desiderando altro che vivere la sua vita come un semplice essere umano.
Shirasagi tiene un comportamento "deviante" che nulla ha a che vedere con quello classico dei demoni, anche il grande arciduca del regno infernale ha già puntato la sua attenzione su di lui: egli infatti rischia di screditare l'intera razza dei demoni, e pertanto uscirà presto dalle sue grazie.
La storia narra della formazione di una simile inedita coppia, composta da un angelo e da un demone, che dovrà superare tutte le restrizioni e le leggi dai rispettivi mondi d'appartenenza per vivere la propria vita liberamente in pace, amore e concordia.

## Personaggi
Karasu (からす?)
Karasu è un angelo appartenente alla classe delle "Potenze". Il suo primo incarico ufficiale è quello di convincere Shirasagi a tornare all'inferno, essendo quello il suo luogo d'appartenenza. Si rende però presto conto dell'originale personalità del demone, che non è affatto disposto a sottostare a regole che, secondo lui, non lo riguardano, e non si riferisce mai a se stesso come "diavolo".
Confuso e turbato da tale scoperta Karasu via via si troverà sempre più attaccato ed affezionato a Shirasagi, fino a volerlo proteggere e stargli vicino ovunque egli vada. Sboccia così un amore impossibile tra creatura celeste e creatura infera.
Shirasagi (しらさぎ?)
Shirasagi è un demone della classe sacerdotale che cerca la redenzione. Un giorno, mentre Karasu gli si avvicina nel tentativo di convincerlo a far ritorno all'inferno, Shirasagi gli spiega che lui voleva diventare a tutti gli effetti un autentico essere umano, e pertanto no, non può fare ciò che gli chiede. Ha inoltre rinnegato completamente l'uso dei suoi poteri demoniaci.

## Volumi
| Nº | Data di prima pubblicazione | Data di prima pubblicazione | Data di prima pubblicazione | Data di prima pubblicazione |
| Nº | Giapponese                  | Giapponese                  | Italiano                    | Italiano                    |
| -- | --------------------------- | --------------------------- | --------------------------- | --------------------------- |
| 1  | 5 aprile 2002               | ISBN 4-04-853488-2          | 30 maggio 2010              | ISBN 978-88-7471-252-6      |
| 2  | 10 aprile 2003              | ISBN 4-04-853608-7          | 27 giugno 2010              | ISBN 978-88-7471-258-8      |
| 3  | 25 marzo 2004               | ISBN 4-04-853731-8          | 31 luglio 2010              | ISBN 978-88-7471-280-9      |

## Accoglienza
Holly Ellingwood di Active Anime descrisse l'ambientazione della storia come "gotica", che ricordava quella di Angel Sanctuary e la conclusione della storia come "incredibile" e "accattivante".